# 孔子誕辰日

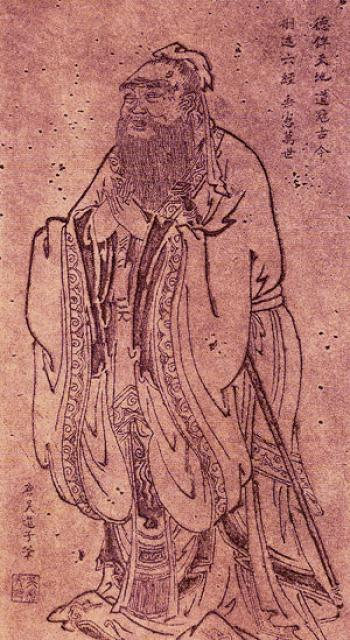
至聖先師·孔子行教像

孔子誕辰日，是中國古代儒家代表人物孔子誕辰之日子，现在设定為夏曆八月廿七或西曆9月28日，但日期仍有爭議。中華民國政府遷台後，於1952年頒訂至聖先師誕辰及教師節改為9月28日直至今日，該日又稱「孔子誕辰紀念日」；2025年起變為國定假日，全國在當日放假一天。

## 各方说法
孔子的诞辰日夏历八月廿七，据说出自五十一代孫孔元措《孔氏祖庭廣記》，民國23年（1934年）孔子誕辰日時，柳翼謀、张其昀等人主辦的國立中央大學《國風》雜誌曾出版〈聖誕特刊〉。民國28年（西元1939年），孔子誕辰日被國民政府確立為法定節日，由于當時民国政府官方废止传统的華夏历及春节，故先定于西历8月27日为孔诞纪念日。民國41年8月6日，中華民國行政院通過，改為9月28日，以之為「教師節」。
然而，江晓原、毕宝魁、徐文新等人均认为孔子诞辰日的日期是错误，江晓原和毕宝魁據《春秋穀梁傳襄公二十一年》推算孔子诞生于鲁襄公二十一年周曆十月庚子，即儒略历前552年10月9日。徐文新也推算孔子诞生于鲁襄公二十一年十月庚子，但是转化为格里历前552年10月3日。
2015年，海昏侯墓出土了一件孔子屏风，第二列文字记载“鲁昭公六年，孔子盖卅矣”。即魯昭公六年（前536年）時，孔子三十歲。北京联合大学历史學系教授王楚宁据此推算出孔子的生年为鲁襄公七年（西元前566年），他也认为这个年份与史籍（前552年或前551年）差异较大。

## 纪念

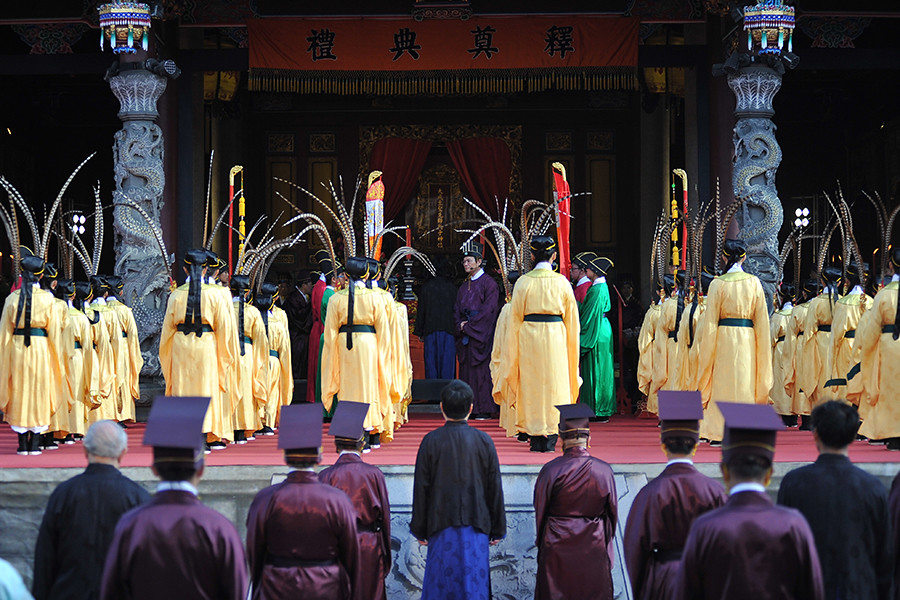
孔廟前的釋奠佾舞

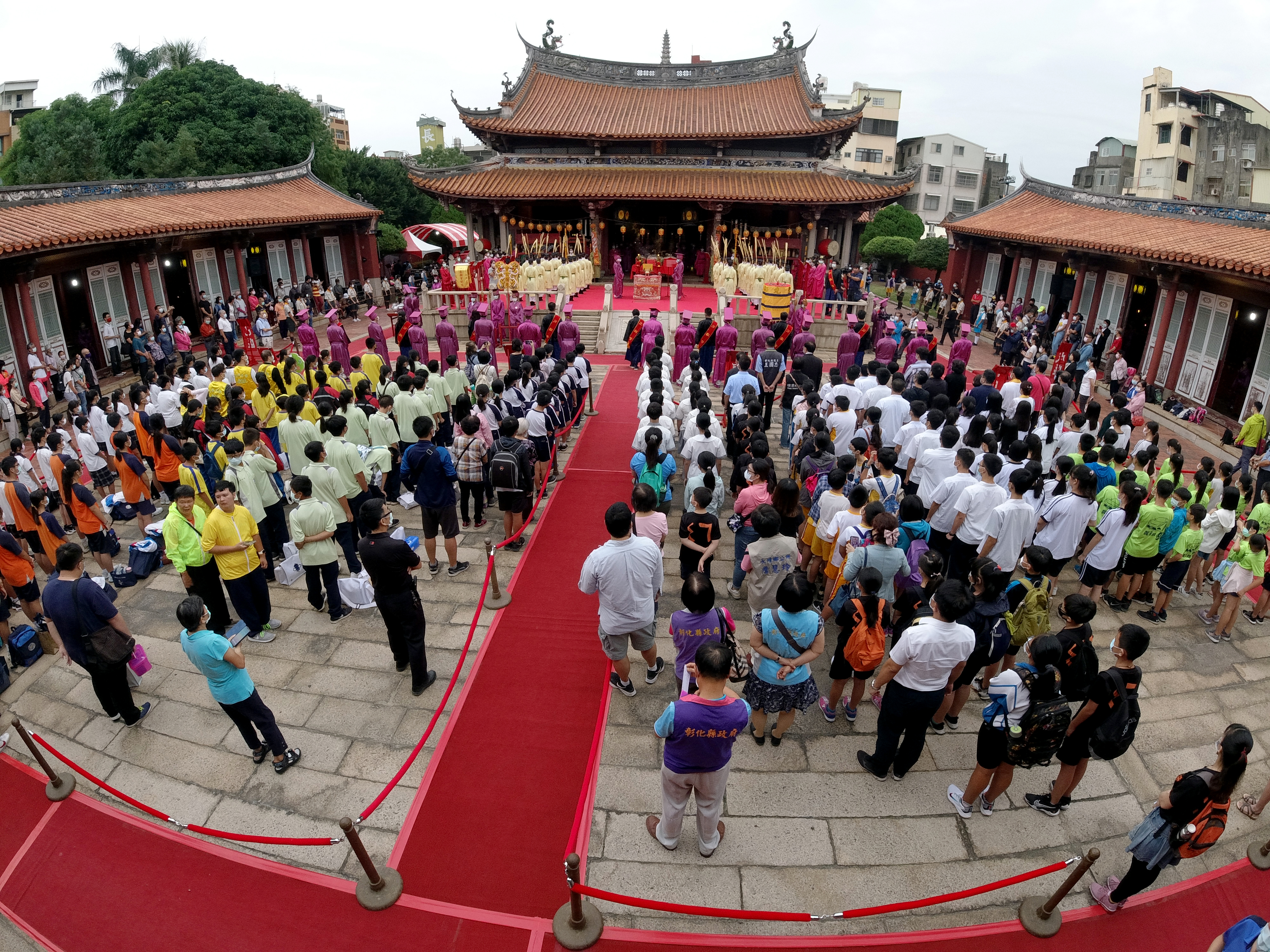
彰化孔廟釋奠禮觀禮人潮

在孔子誕辰日，中國大陸、香港、澳門、台灣、韓國、日本等儒家文化圈地區都有紀念活動。在文廟舉行“祭孔典禮”是常見的正式紀念活動。
在中國大陆目前尚未被官方確立為法定節日，1985年開始將教師節定在9月10日。在台灣，中華民國政府將孔子誕辰日的西曆日子9月28日列為法定教師節。2025年5月9日，立法院三讀通過《紀念日及節日實施條例》，將該日定為國定假日，預定同年9月28日全國放假一日。
在香港，孔子誕辰日不是法定假日或公眾假期，但同台灣一樣也是教師節，不過只有部份的學校會放假。但於2006年10月，香港孔教學院曾表示，與香港一些宗教團體就孔子誕辰日的夏曆日子成為公眾假期達成共識。

## 孔子誕辰日中西曆對照表
| 孔子誕辰日             | 周曆日期（子正） | 夏曆日期（寅正） | 西曆日期（儒略曆） | 西曆日期（格里曆） |
| ---------------------- | ---------------- | ---------------- | ------------------ | ------------------ |
| 魯襄公二十一年十月庚子 | 十月廿一日       | 八月廿一日       | 前552年10月9日     | 前552年10月3日     |
| 鲁襄公二十二年十月庚子 | 十月廿七日       | 八月廿七日       | 前551年10月4日     | 前551年9月28日     |